# Xenomorfo

Alien do filme Alien, o Oitavo Passageiro (1979).

Os Xenomorfos são uma raça alienígena da série de filmes Alien, também tendo participado dos filmes Alien vs. Predator, Aliens vs. Predator: Requiem e tendo feito uma pequena aparição no filme Predator 2 no qual se pode ver um crânio da criatura. Em realidade, não foi dado um nome específico à criatura, tendo sido chamada de "alienígena" e "organismo" no primeiro filme. O termo xenomorfo (literalmente "forma alienígena"— do Grego xeno-, que se traduz como "outro" ou "estranho" (além de significar "estrangeiro", e -morfo, que denota "forma") foi originalmente usado pela personagem Tenente Gorman, em Aliens, em referência a qualquer vida extraterrestre genérica. Desde então foi erroneamente assumido como referente especificamente à criatura (também conhecida como Xenomorfo XX121 ou Internecivus raptus (Latim para "ladrão assassino"), por alguns fãs.

## Anatomia
A aparência do Alien é baseada em uma pintura do artista H. R. Giger, Necronom IV, que possuía uma aberração com fortes tons biomecânicos e elementos fálicos. São seres de aparência similar a uma serpente, porém com pernas e braços (humanoides), cabeça alongada, e sua famosa segunda boca, uma espécie de submandíbula que mantêm dentro de suas bocas e que é de certa forma disparada para fora, porém continuando presa à boca do Alien, perfurando seus inimigos. Os Aliens, embora dependam das ordens da rainha para saberem o que fazer, tem uma inteligência individual bem aguçada, sendo capazes de raciocinar, criar estratégias, escapar de armadilhas, e identificar hospedeiros de seus ovos. Se assimilam muito a formigas, agindo segundo as ordens mentais de sua Rainha. A Rainha é dotada de inteligência e está conectada aos soldados por um elo mental. Sendo assim, tudo que um deles vê, os outros veem também.
Tem em seu sistema circulatório um ácido altamente perigoso, que é usado para atacar ou se defender de predadores. No filme Alien Resurrection, vemos um Alien vomitando seu próprio sangue para atingir um inimigo a distância.
Os Aliens, de forma geral, têm uma estatura superior à humana, são bípedes, e têm ótima resistência física e força, o que os torna uma grande ameaça, mas também detestam fogo e luz, os deixando vulneráveis a esses elementos.

## Dieta
A dieta do Alien está composta principalmente por carne de qualquer ser vivo. Seu sistema digestivo permite ao Xenomorfo alimentar-se de quase qualquer coisa em épocas de escassez. Fora de seu mundo nativo e uma vez que o ambiente já não tenha seres vivos que caçar, comerão tudo o que encontrem a seu passo, não só vegetais, também rochas ou metais. Na falta destes materiais, recorrerão ao canibalismo e, em último caso, ao auto-canibalismo.
Quando uma colônia tem acabado com todos os recursos de um planeta, os soldados se sacrificam para alimentar à rainha com seus próprios corpos, uma vez que toda a colônia tem sido devorada pela rainha, esta ficará em um estado de catalepsia até que o planeta apresente algum sinal de vida novamente. Mas nesse estado de catalepsia, a rainha fica totalmente vulnerável, principalmente a ataques surpresas, pois não tem nenhum soldado, zangão ou guarda-real para protegê-la.

## Fase extra uterina
- Ovo (Egg): Parecidos com botões de flores, os ovos são grandes, de aparência gosmenta, com uma camada externa que parece couro, e no seu topo, uma abertura em X, sendo que as "pétalas" no topo se abrem, dando liberdade ao abraçador.
- Abraçador (Facehugger): Segundo estágio do alien. Após sair do ovo, a aparência do alien é de uma criatura aracnídea, pálida e com uma cauda. Esse abraçador contém em seu corpo um embrião xenomorfo, e eles liberam o embrião em qualquer ser orgânico multicelular existente no ambiente (cachorros, predadores, humanos, crocodilos, grandes crustáceos, etc). Para fazer isso, agarram o rosto da vítima com suas "patas" e enrolam sua cauda em volta do pescoço da vítima, induzindo-as ao coma. O embrião é depositado dentro do hospedeiro por uma probóscide que entra pela boca. Os abraçadores podem variar entre normais e abraçadores-rainhas. Estes últimos liberam dois embriões, sendo um normal e o outro também rainha. Depois disso os embriões ficam no corpo do hospedeiro por um certo tempo.
- Estoura-peito (Chestbuster): Depois de sair do hospedeiro, mostra-se de estatura pequena, também conhecido como estoura-peito, devido ao fato de estourar o tórax de seu hospedeiro ao nascer. Uma vez pequeno se alimenta de tudo que vê pela frente, pois não tem sistema digestivo, por conta do ácido em seu corpo. Transforma o alimento comido em energia, assim cresce e vira um adulto.
- Alien ou Linguafoeda acheronsis (Alien): Esta é o quarto e último estágio evolutivo do alien, sendo a fase adulta do estoura-peito. O estoura-peito é uma das fases mais vulneráveis dos xenomorfos, porém essas criaturas foram criadas para que se tornassem adultas em menos de 24 horas, assim a colmeia se desenvolve mais rapidamente. Esta é sem dúvida a mais perigosa fase de sua evolução. Erroneamente chamado de xenomorfo como sua raça, sendo que xenomorfo é a identidade dada a organismos que não se conhece de onde vem a forma.

## Hierarquia genética
- Zangão (Drone): São os aliens que sempre são vistos nos filmes, já que são originados dos humanos. Geralmente servem para ajudar os Abraçadores a encontrar um hospedeiro. Seu aspecto original nunca foi visto em nenhum filme da série, já que os zangões vistos nos filmes são vindos dos humanos. É possível que sejam semelhantes a estes, contudo com uma leve diferenciação física (nascem dos abraçadores normais).
- Soldado (Warrior): Vistos em Aliens. São maiores e podem cuspir seu próprio sangue para derreter as vítimas e contêm chifres localizados nas costas. São superiores aos corredores. São perigosos mesmo na morte, pois explodem ao morrerem, encharcando inimigos próximos em ácido. Sua origem é duvidosa, já que eles ou são evoluídos dos zangões ou são originados de abraçadores maiores e mais fortes.

- Guarda Real (Praetorian): Para cada cem soldados que existam protegendo um ninho, pelo menos um deles evolui para o estado de guarda real. Estes xenomorfos sofrem alterações genéticas predefinidas para que se tornem guardiões mais eficazes de sua rainha. Diferente dos aliens comuns, estes xenomorfos podem compor pensamentos próprios (apesar de primitivos) e controlar seus irmãos inferiores como faz a rainha (porém em menor escala). Contudo a devoção instintiva à rainha é ainda mais forte neles, fazendo com que nunca se afastem de sua mãe por muito tempo. Os guardas reais tem abraçadores diferenciados dos normais e se caso a rainha da colmeia morrer, esse xenormorfo se envolve em um tipo de casulo e se transformará em uma rainha, sendo o único que pode fazer isso (origem dos abraçadores rainha).
- Rainha (Queen): É um alien gigante que é protegido por vários soldados e que pode botar vários ovos ao mesmo tempo atráves de uma cauda que os transporta. Ela é quem comanda os soldados mentalmente, e possui inteligência muito superior a eles. É o alien mais hostil de todos. A rainha é também o xenomorfo mais resistente, podendo sobreviver até mesmo a uma explosão de uma bomba própria dos predadores.
- Imperatriz (Empress): Uma Imperatriz é outra casta de monarca xenomorfa, embora maior e mais forte do que uma rainha. As rainhas são, de fato, subordinadas a ela. Estão subordinadas a uma rainha-mãe que nesse caso é a imperatriz. As imperatrizes alien aparentemente são raras. A sua fisiologia tem sido diferenciada, com algumas aparecendo semelhantes as rainhas típicas (embora consideravelmente maiores), enquanto outras têm características únicas. Estas incluem uma armadura exoesquelética significativamente mais resistente em comparação com outros xenomorfos. As imperatrizes têm demonstrado possuir a habilidade de convocar as castas menores do xenomorfo em sua ajuda, semelhante aos guardas reais, e também dirigir todos os aliens adultos em torno deles para uma disputa de combate, fazendo com que eles sejam mais perigosos do que o habitual. Uma imperatriz pode surgir através da evolução das rainhas existentes. É possível que esta evolução esteja ligada à idade; a matriarca era uma monarca xenomorfo muito antiga e parecia marcadamente diferente de rainhas comuns. Toda imperatriz é mais velha que as rainhas comuns e sua armadura demostra um grande sinal de envelhecimento. Em particular, sua crista foi mais elaborada do que a crista tipicamente encontrada em uma rainha mais nova. Além disso, a matriarca é imune a um simples tiros, e os fuzileiros foram forçados a encontrar maneiras alternativas de matá-la quando encontraram a imperatriz em sua colmeia, indicando um exoesqueleto reforçado. Outras rainhas conhecidas não eram imunes aos tiros, de tal forma que poderiam bloquear balas com o exoesqueleto em seus corpos. É teorizado que, quando um planeta se torna infestado de xenomorfos, é provável que várias rainhas surjam. Semelhantes às formigas, essas rainhas podem constituir cada uma a sua colmeia, mas em vez de ditarem igualmente as questões da colmeia, serão governadas por uma imperatriz. A imperatriz é decidida ao conquistar seu lugar em um grande combate corpo a corpo, não muito diferente de um abraçador-rainha. A rainha que vencer e dominar nesta luta corpo a corpo, seja matando ou poupando suas irmãs, torna-se assim a suprema governante desse planeta, e as outras colmeias, por sua vez, tornam-se subordinadas a ela. Algumas rainhas xenomorfas foram conhecidas por evoluir para versões mais duras de si mesmas, conhecidas como imperatrizes de guerra. Embora elas não cresçam em tamanho, sua força exoesquelética endurece significativamente, pensado para ser até 70% de sua robustez original, capaz de desviar qualquer tipo de munição, exceto as munições mais pesadas para perfurar veículos pesados. A imperatriz só aparece no jogos Aliens: Infestation, Alien Vs Predator 2 e Alien Vs Predator: Extinction. A imperatriz não aparece no universo cinematográfico, assim como os guardas reais, somente nos jogos.

## Formas alternativas
- Corredor (Dog Alien/Runner): É um alien nascido de um cão hospedeiro (na versão alternativa seria um touro), conforme visto em Alien³. Anda sobre quatro patas e age igual a um zangão.
- Destruidor (Crusher): É a forma guarda real do tipo corredor. Prefere atacar em alta velocidade e pode destruir qualquer coisa.
- Híbrido (Newborn): É um híbrido alien/humano visto em Alien: A Ressurreição. O processo de clonagem a partir dos restos de Ellen Ripley e do estoura-peito que a matou gerou um clone híbrido de Ripley, referido como Ripley 8 por ser a oitava tentativa, e uma rainha alien, que além de pôr os ovos, teve a capacidade de gerar o híbrido em seu ventre por seus genes humanos.
- Mutante (Offspring): Outro híbrido de alien/humano visto em Alien: Romulus, causado pela mutação de um feto por um composto derivado dos xenomorfos.
- Predalien: É um alien nascido de um predador, conforme visto nos jogos e filmes da série Aliens vs. Predator. Em Aliens vs. Predador 2 é revelado que ele pode colocar embriões estoura-peito diretamente em hospedeiros do sexo feminino, igual a rainha, podendo ser até mais de um embrião por hospedeiro.
- Proto-xenomorfo (Proto-Xenomorph): É um alien nascido de um engenheiro com um abraçador trilobita, conforme visto em Prometheus. É também chamado de "deacon" (diácono). Tem um design mais rústico; sua cabeça é parecida com a barbatana de um tubarão e a boca interna é apenas um par de mandíbulas que se projetam. Segundo a cronologia dos filmes, foi um dos primeiros aliens a surgir.
- Tarkatalien: É um alien nascido da raça dos tarkatâneos, mais precisamente do hospedeiro Baraka, conforme visto no jogo Mortal Kombat X. Ele tem os dentes mais alongados, além de garras retráteis nos antebraços.
- Berserker: É um predalien nascido de um predador berserker, conforme visto no jogo AVP Evolution. Isso o torna um dos aliens mais fortes já vistos.
- Cuspidor (Spitter): São aliens soldados modificados, cuja principal habilidade é cuspir ácido em seus oponentes, preferindo combates a longa distância.
- Alien aquático (Aqua Alien): Por natureza, todos os xenomorfos sabem nadar, mas por essa forma nascer de hospedeiros aquáticos ela melhor se adapta a locais submersos.
- Caldeiro (Boiler): Esses aliens são os mais velhos, literalmente estão morrendo de velhice e, como último ato, eles correm de frente ao inimigo e explodem, despejando ácido por toda a parte.
- Espreitador (Lurker): São aliens modificados, muito experientes em matança furtiva. Eles podem ser confundidos com drones, mas tem um crânio humano sob seu próprio crânio cônico, o que chega a ser assustador.
- Corvo (Raven): É um alien guerreiro modificado em laboratorio, com o que parece ser um rosto de pele humana sobre seu crânio.
- Touro (Bull): É um alien nascido de um hospedeiro bovino (touro). Igual ao caldeiro, corre de frente pro inimigo, porém, ataca com os seus chifres poderosos.
- Serpente (Snake Alien): É um  alien nascido de um hospedeiro serpente, possui mandíbulas curiosas, além da habilidade de cuspir ácido a longas distâncias.
- Ultramorfo (Destroyer): É um alien nascido de um engenheiro e um abraçador clássico, ele é 15 vezes maior que um alien comum e possui olhos, uma característica que muitas especies de xenomorfos não tem.
- Neomorfo (Neomorph): É um alien nascido de uma infecção de humanos pelo composto dos engenheiros, conforme visto em Alien: Covenant. A criatura eclode das costas do hospedeiro ao invés do peito, e seu corpo é branco.